# 피에르 바슐레
피에르 바슐레(Pierre Bachelet, 1944년 5월 25일 ~ 2005년 2월 15일)는 프랑스의 남성 가수, 작사가, 작곡가이다. 1966년 가수로 첫 데뷔하였다. 프랑시스 레(Francis Lai)에게 받아 부른 《Emmanuel》이라는 곡으로 잘 알려져 있는 가수이다. 2005년 2월 15일 폐암으로 사망하였다.